# Moradisaurus
Moradisaurus is een geslacht van uitgestorven captorhinide reptielen dat behoort tot de Captorhinidae. Het leefde in het Laat-Perm (ongeveer 270 miljoen jaar geleden) en zijn fossiele overblijfselen zijn gevonden in Niger.

## Naamgeving
De typesoort Moradisaurus grandis werd in 1969/1970 benoemd door Philippe Taquet. De geslachtsnaam verwijst naar de Moradi-formatie. De soortaanduiding betekent 'de grote' in het Latijn. Het holotype is MNHN MRD1. Het bestaat uit een schedel. Het is afkomstig uit de Moradi-formatie, in het woestijngebied van Niger boven Agadez.
De fossielen van Moradisaurus werden meer in detail beschreven in 1982 door Taquet en Armand de Ricqlès.
In de eenentwintigste eeuw werd meer materiaal toegewezen, waaronder schedelbotten van jonge dieren en postcrania.

## Beschrijving
Dit dier was vrij groot van formaat, vooral in verhouding tot andere soortgelijke dieren: het kon een lengte bereiken van ongeveer twee meter. Het lichaam was vrij groot en massief, met vier sterke poten aan weerszijden van het lichaam, waardoor Moradisaurus op het land kon lopen.
De schedel was erg groot, min of meer driehoekig van vorm, en bezat een opmerkelijke eigenschap: de kaak en onderkaak hadden echte gebitsbatterijen, bestaande uit honderden kleine stompe tanden die heel dicht bij elkaar waren geplaatst. De voortanden daarentegen waren beitelvormig en staken naar voren uit. De onderkaak werd gekenmerkt door een extreem linguaal verlengde tandplaat, die een tandplatform met drie rijen tanden in een linguale positie ondersteunde. Er was een Mentomeckeliaans bot, het eerste dat bekend was bij een reptiel uit het Paleozoïcum.

## Classificatie
Moradisaurus was een lid van de captorhiniden, een groep primitieve reptielen die misschien de voorouders zijn van de meer ontwikkelde diapsiden, waarvan de fossielen voornamelijk in Noord-Amerika, Europa en Azië zijn gevonden. Op het moment van zijn ontdekking was Moradisaurus de enige tetrapode uit het Perm die werd gevonden in het centrum van Pangea.
Onder de captorhiniden nam Moradisaurus een nogal geëvolueerde (afgeleide) positie in vanwege de specialisaties in het gebit. Het geeft zijn naam aan de onderfamilie Moradisaurinae, waarin de meer gespecialiseerde captorhiniden (zoals Labidosaurus) zijn opgenomen. Het lijkt erop dat Moradisaurus een moradisaurine clade vormde die ook Rothianiscus en Gansurhinus omvatte, en dat Captorhinikos het meest basale lid van de onderfamilie was.

## Paleobiologie
Moradisaurus moet een herbivoor zijn geweest, die de delen van planten afsneed met beitelachtige voortanden en ze verscheurde met zijn stompe achtertanden. De omgeving waarin Moradisaurus leefde, in het Laat-Perm, was geen woestijn, maar werd gedomineerd door moerassige en weelderige vegetatie. Onder de andere aanwezige dieren zijn er archaïsche 'amfibieën' (Saharastega, Nigerpeton), grote Pareiasauridae (Bunostegos) en gorgonopsische carnivoren.